# National Corvette Museum
Das National Corvette Museum, kurz NCM, ist ein 1994 eröffnetes Automobilmuseum, das sich vor allem der seit 1953 bestehenden Geschichte des General-Motors-Sportwagen Corvette widmet. Das Museum finanziert auch die Corvette Hall of Fame, in die seit 1998 alljährlich durchschnittlich drei Personen, die im Laufe ihres Lebens der Corvette, sei es als Motorsportler, Konstrukteur oder Manager, eng verbunden waren, aufgenommen werden.
Das Museum steht nur wenige hundert Meter entfernt von der Bowling Green Assembly Plant, in der seit 1981 Corvettes produziert werden.

## Geschichte

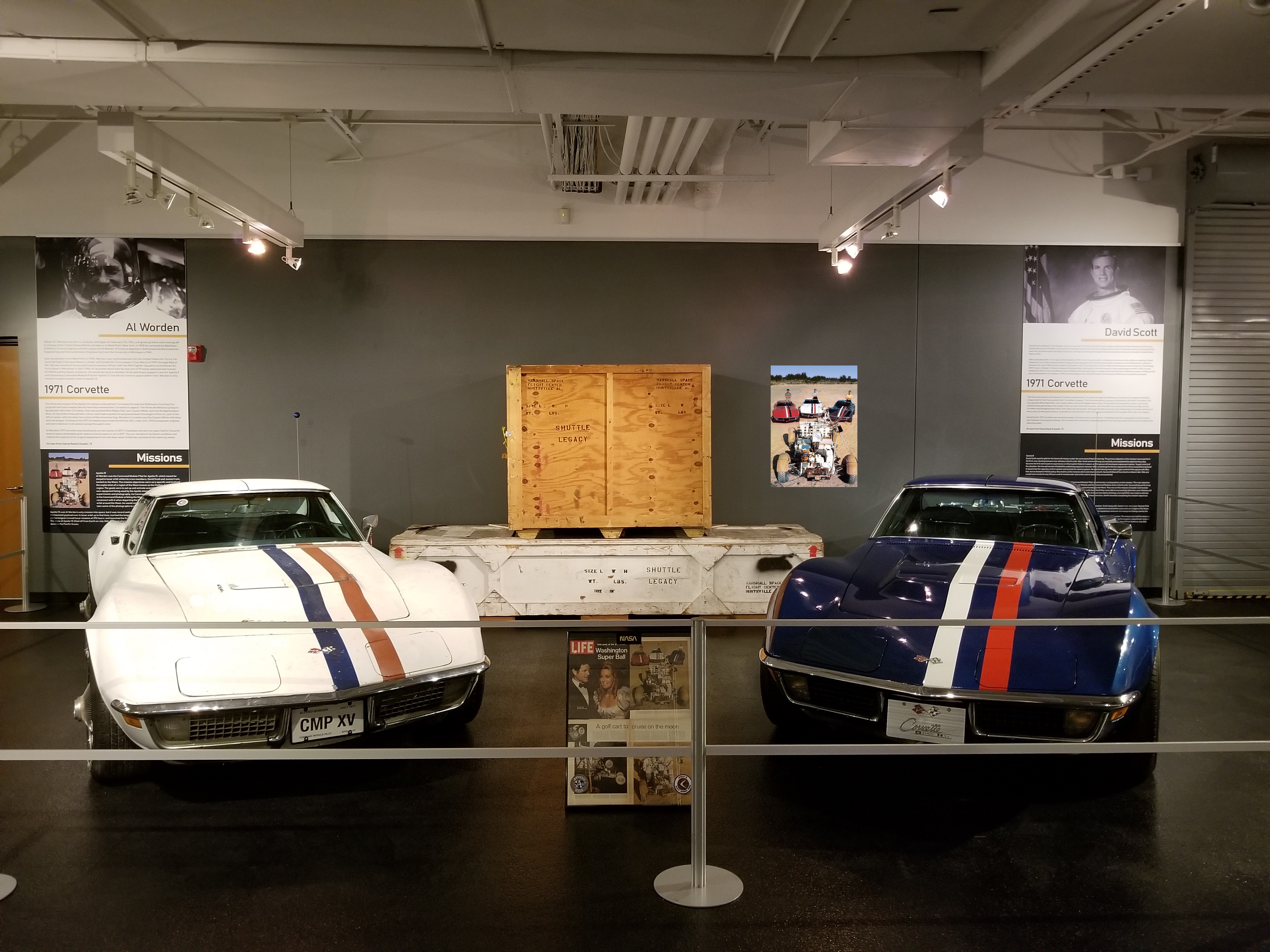
Die beiden 1971er Corvette Stingrays, die den beiden Apollo-15-Astronauten David Scott und Alfred Worden gehörten, sind heute im NCM ausgestellt. Die rote Corvette von James Irwin, des dritten Astronauten dieser Weltraummission, fehlt. (2019)

Das Museum geht auf eine Idee des damals 43-jährigen Terry McManmon zurück, der im Jahre 1984 erstmals von seinen Plänen, eine eigene Corvette-Bibliothek zu eröffnen, an die Öffentlichkeit trat. McManmon war zu diesem Zeitpunkt bereits vier Jahre lang als Corvette-Sachverständiger und Sachverständigenausbilder für die National Corvette Restorers Society (kurz NCRS) tätig. Bei einer NCRS-Convention im August 1984 sprach McManmon seine Idee erstmals an, die vom damaligen Präsidenten Keith Kibbe begrüßt wurde, jedoch in den Folgejahren zu keinen ernsthaften Bemühungen führte. Auch Kibbes Nachfolger Bill Clupper gefiel die Idee einer Corvette-Bibliothek bzw. eines Corvette-Archivs, doch auch nach zwei Jahren bestand das Konzept nur in der Theorie. Zu diesem Zeitpunkt bestanden noch keine offiziellen Pläne zu einer Umsetzung in die Praxis; zudem war das Projekt noch nicht fundiert. Ab der NCRS-Convention in Sparks, Nevada, im Jahre 1986 sollten die Umsetzung des geplanten Projektes bereits etwas näher rücken. Nachdem McManmon auf dieser Convention seine Ideen dem anwesenden Board präsentierte und seine Vorschläge angenommen wurde, wurde er umgehend zum Vorsitzenden des Library/Archives and Museum (L/A & M) Committee gewählt. Diesem Komitee gehörten ab diesem Zeitpunkt 13 Männer an, die bald darauf durch drei weitere ergänzt wurden, die neben McManmon bis zur Finalisierung des Projektes beteiligt waren.
Im Januar 1988 wurde dem Team schließlich das erste Auto, eine Corvette aus dem Jahre 1953 (Nummer 262 von lediglich 300 produzierten Wagen), als erstes Schauobjekt vom Unternehmer und Corvette-Sammler Ray Quinlan geschenkt. Erst kurz davor erfuhr Dan Gale, der ebenfalls Mitglied im mittlerweile 16-köpfigen L/A & M Committee war, von Edward Lechtzin, dem damaligen PR-Assistenzdirektor von Chevrolet, dass die Firma Chevrolet selbst seit geraumer Zeit über eine Eröffnung eines Corvette-Museums diskutierte. Durch das Komitee-Mitglied Bill Clupper, immer noch Präsident der Organisation, der durch seine Tätigkeit bei Packard Electric (später Delphi Corporation, heute Delphi Automotive) zahlreiche Kontakte hatte, konnten die Pläne zu einer Realisierung des Projektes wieder nach Bowling Green geholt werden. Obgleich Robert C. Stempel, der damalige CEO von General Motors, noch im Jahre 1984 meinte, sich mit General Motors nicht an der Finanzierung des Projektes beteiligen zu können, wurde dieses in den nachfolgenden Jahren durch Mithilfe privater Investoren und Banken dennoch umgesetzt. Nachdem am 11. Juli 1988, vier Jahre nach den ersten Schritten, der Final Report of the Library/Archives & Museum Committee eingereicht wurde, sollte es noch weitere sechs Jahre bis zur Eröffnung des Museums dauern.
Mithilfe der Rechtsabteilung der University of New Mexico wurden 1988 Vorkehrungen zur Eintragung als Section 501(c)(3) of Title 26 of the United States Code getätigt; des Weiteren arbeitete man mit dem bereits seit 1974 bestehenden Auburn Cord Duesenberg Automobile Museum in Auburn, Indiana, zusammen und holte sich von diesem Ideen für das eigene Museum. Nachdem 1989 weitere Mitglieder im Komitee aufgenommen wurden, kamen neue Fragen auf, etwa wo genau das Museum gebaut werden sollte, da neben Bowling Green auch andere Orte in Nebraska, Michigan, Florida oder Nevada in Frage kamen. Dennoch entschied man sich, vor allem aufgrund der Nähe zum Corvette-Werk, für die Eröffnung des Museums in der Industriestadt Bowling Green. Nachdem ein 32,9 Acres großes Feld, das von der gleich angrenzend verlaufenden Interstate 65 aus sichtbar war, sowie die komplette Infrastruktur und 4,3 Millionen US-Dollar als steuerfreie Anleihe zur Verfügung gestellt wurden, wurden das Architekturbüro Neumann, Smith & Associates, sowie Exhibit Works, eine Firma, die sich speziell auf den Bau von Museen konzentrierte, engagiert.
Nachdem der damalige Präsident Ray Battaglini im Juli 1990 noch von einem möglichen Baubeginn im Dezember 1991 oder eventuell sogar früher und von Fördergeldern von Chevrolet in Höhe von sechs bis elf Millionen US-Dollar sprach, kam man in den Monaten danach wieder auf den Boden der Tatsachen zurück. Vor allem wegen der finanziell schwierigen Jahre 1989 bis 1991 bei General Motors konnte man seitens des Museums nicht auf finanzielle Unterstützung von Chevrolet bzw. General Motors hoffen, weshalb im Juli 1991 Konsultanten engagiert wurden, um in einer sogenannten Capital Campaign zwölf Millionen US-Dollar an Unterstützungsgeldern zu besorgen. Jedoch blieben auch hier die erwünschten Millionen aus, weshalb das Projekt wieder ruhend gelegt werden musste. Vor allem unter Dan Gale, der bereits seit 1986 am Projekt mitarbeitete, sollte der Bau des Museums doch noch in Gang kommen. Unter der Führung von Gale, Battaglini und Darrel Bowlin als Hauptbeteiligte wurde am 2. November 1990 das NCM Annex, ein vorwiegend als Souvenirladen zu betrachtendes Geschäft, eröffnet, das als Vorbote für das bereits angekündigte Museum galt. Schließlich erfuhren die Beteiligten am Projekt doch noch Unterstützung von Chevrolet und durch weiteres Fundraising. Von Jim Perkins, dem damaligen CEO von Chevrolet, wurde dem noch immer nicht gebauten Museum die einmillionste gebaute Corvette versprochen. Ebenso wurden von Chevrolet die 999.999. gebaute Corvette zur Verlosung als Teil des Fundraising bereitgestellt. Durch Chevrolet erhielt das Museum schließlich auch Medienaufmerksamkeit, woraufhin am 5. Juni 1992 der erste Spatenstich erfolgte. Der dazugehörende Festakt wurde zum damaligen Zeitpunkt noch auf einer leeren Parzelle, auf der heute eine Wendy’s- neben einer McDonald’s-Filiale steht, ausgeführt.
Zur Eröffnung des Museums trugen bis zum Ende hin vor allem Spenden von privaten Personen, Arbeitern des naheliegenden Werks, der lokalen Gesellschaft, Klubs, Hobbyorganisationen oder Corvette-verbundenen Unternehmen bei, wenngleich auch The Annex bescheidene Gewinne abwarf, die jedoch nie als signifikante Einnahmequelle dienten oder je dienen sollten. Da sich die Kosten mittlerweile auf 15 Millionen US-Dollar beliefen, musste zur bereits erhaltenen steuerfreien Anleihe eine weitere Anleihe erworben werden, um das Projekt zu finanzieren, woraufhin von lokalen Banken nochmals 6,6 Millionen US-Dollar lockergemacht wurden. Nachdem am 1. Juni 1993 die Bowling Green/Warren County Tourist Commission zustimmte eine anteilige Bürgschaft der ersten Anleihe zu übernehmen, übernahmen die Stadt und das County auch die Bürgschaft für die zweite Anleihe, womit die NCM Foundation schuldenfrei war und die Bauarbeiten beginnen konnten. Nach rund einjähriger Bauphase und exakt zehn Jahre und zwei Wochen nachdem Terry McManmon seinen Vorschlag zu einer Corvette-Bibliothek bei der NCRS-Convention in Copper Mountain, Colorado, unterbreitete, wurde das National Corvette Museum am 2. September 1994 feierlich eröffnet.
Rund 20 Jahre später machte das Museum erneut internationale Schlagzeilen, als sich am Morgen des 12. Februar 2014, wegen der in Kentucky typischen karstreichen Topographie ein Erdloch unter dem Boden des Skydome des Museums auftat, was einen großen Teil des Bodens einbrechen ließ und acht seltene bis einzigartige Corvettes schwer beschädigte bzw. zerstörte. Der Wert der dabei betroffenen Autos wurde auf eine Million US-Dollar geschätzt. Unter den beschädigten Fahrzeugen war auch die einmillionste Corvette aus dem Jahr 1992, sowie die eineinhalbmillionste Corvette aus dem Jahr 2009. Eineinhalb Jahre nach dem aufgetretenen Erdloch wurde der Skydome, nachdem der Boden großflächig abgetragen und das Loch neu gefüllt wurde, am 3. September 2015 wieder geöffnet.

## Corvette Hall of Fame
Nachdem im Jahre 1998 die Corvette Hall of Fame ins Leben gerufen wurde, werden seit diesem alljährlich durchschnittlich drei Personen, die in ihrem Leben eng mit Corvette verbunden waren, in verschiedenen Kategorien aufgenommen.
Nachfolgend sind die seit 1998 aufgenommenen Personen aufgelistet:
| Jahr | Name                    | Name                       | Name               | Name          | Name           | Name              |
| ---- | ----------------------- | -------------------------- | ------------------ | ------------- | -------------- | ----------------- |
| 1998 | Bill Mitchell           | Harley Earl                | Larry Shinoda      | Joe Pike      | Ed Cole        | Zora Arkus-Duntov |
| 1999 | James C. Perkins        | Dave McLellan              | Dick Guldstrand    |               |                |                   |
| 2000 | John Fitch              | Dick Thompson              | Jerry Palmer       |               |                |                   |
| 2001 | Gibson Hufstader        | Joseph Spielman            | Betty Skelton Erde |               |                |                   |
| 2002 | John Cafaro             | Jim Jeffords               | Myron Scott        |               |                |                   |
| 2003 | Noland Adams            | Robert Morrison            |                    |               |                |                   |
| 2004 | Ray Battaglini          | Darrel Bowlin              | Jon Brookmyer      | Dan Gale      | Terry McManmon |                   |
| 2005 | Chip Miller             | Randy Wittine              | Don Yenko          |               |                |                   |
| 2006 | Dave Hill               | John Lingenfelter          | Gary Mortimer      |               |                |                   |
| 2007 | Doug Hooper             | Gordon Killebrew           | Carl Renner        |               |                |                   |
| 2008 | Allan Barker            | Don Barker                 | Reeves Callaway    | Maurice Olley |                |                   |
| 2009 | Duane Bohnstedt         | Tony De Lorenzo            | Gerald Thompson    | John Hinckley |                |                   |
| 2010 | Grady Davis             | Fred Gallasch              | Jim Ingle          |               |                |                   |
| 2011 | Clare „Mac“ MacKichan   | Ray Quinlan                | Ron Fellows        |               |                |                   |
| 2012 | Andy Pilgrim            | Patrick Dolan              | Gary Claudio       | Bob McDorman  |                |                   |
| 2013 | Wil Cooksey             | Werner Meier (Restaurator) | Johnny O’Connell   |               |                |                   |
| 2014 | Jerry Burton            | John Heinricy              | Dave MacDonald     |               |                |                   |
| 2015 | Russ McLean             | Rick Hendrick              | Herb Fishel        |               |                |                   |
| 2016 | Bob Bondurant           | Ralph Kramer               | Donna Mae Mims     |               |                |                   |
| 2017 | Tommy Morrison          | Jim Minneker               | Peter Brock        |               |                |                   |
| 2018 | Burt und John Greenwood | Tom Wallace                | Mike Yager         |               |                |                   |
| 2019 | Briggs Cunningham       | Dollie Cole                | Tom Peters         |               |                |                   |
| 2020 | Wendell Strode          | Henry Haga                 | Mike McCagh        | Doug Fehan    |                |                   |